# Maennolsheim
Maennolsheim je občina v departmaju Bas-Rhin francoske regije Alzacija.
Leta 1990 je v občini živelo 164 oseb oz. 60 oseb/km².